# كنامار (بابارشاني)
کنامار (بالفارسية: کنامار) هي قرية تقع في إيران في قسم بابارشاني الريفي. يقدر عدد سكانها بـ 13 نسمة بحسب إحصاء 2016.